# Satanisme

Een pentagram waarvan de punt naar beneden verwijst wordt vaak als satanistisch symbool gebruikt

Het petruskruis, een omgekeerd Latijns kruis, wordt ook wel gezien als een logo van het satanisme

Satanisme is de verering van Satan of de duivel, die in het jodendom, het christendom en de islam geldt als de belichaming van het kwaad en als de antithese van God.
Onder Satanisten wordt het volgende onderscheid gemaakt: 
- traditioneel satanisme
- modern satanisme

## Satanisme
De term satanisme wordt in de Van Dale gebruikt als een synoniem voor duivelarij. Deze vorm van satanisme wordt nog steeds beoefend, alhoewel ze weinig bekend is en sommigen (meestal moderne satanisten) het bestaan ervan in twijfel trekken. Traditioneel satanisme wordt niet beschouwd als een echte religie door de moderne satanisten. Modern satanisme is een vorm van atheïstische mensverering, versterkt met rituelen, en gecodificeerd door Anton Szandor LaVey. Volgens moderne satanisten was Anton LaVey de eerste die een coherente bovengrondse religie en filosofie creëerde onder de naam "satanisme", en zij beschouwen alles wat afwijkt van deze religie dan ook niet als satanisme. Andersom beschouwen sommige traditioneel satanisten het modern satanisme als een grap en LaVey als een oplichter, weer anderen staan er neutraal of onverschillig tegenover.
De benaming traditioneel satanisme werd pas ingevoerd na de uitvinding van het modern satanisme om het onderscheid tussen de twee stromingen aan te geven.
Bekende Nederlandstalige websites met betrekking tot het modern satanisme zijn die van de GMA (Grotto Magistratis Amsterdam), Wolfshart, en Des Duivels. Deze sites worden beheerd door leden van de Church of Satan, zonder echter een aparte tak of lokale afdeling van de Church of Satan te zijn of deze te vertegenwoordigen.
De eerste bekende satanische vereniging werd opgericht door Philip, Duke of Wharton, in het Londen van 1719, onder de naam Hellfire Club.
Sir Herbert Sloane richtte in 1948 onder de naam Our Lady of Endor Coven, ook bekend als de Ophite Cultus Satanis, een luciferiaanse groep op, die een variant op de ideeën van de gnostische ophieten aanhing, en het Serpent uit de Tuin van Eden vereerde als de redder en de verlosser van de mensheid.
Andere vaakgebruikte benamingen voor traditioneel satanisme zijn: duivelarij, duivelaanbidding, luciferianisme en theïstisch satanisme.

## Church of Satan
De Church of Satan is een grote internationale organisatie die vrijwel geen informatie vrijgeeft over haar aantal leden. Deze kerk geldt echter wel als de grootste en belangrijkste satanistische organisatie in de moderne wereld.

## 'Satan' versus 'de satan'
De al langer bestaande Bijbelvertalingen hebben het over 'de satan' met een lidwoord en een kleine letter, de Nieuwe Bijbelvertaling van 2004 heeft het over Satan met een hoofdletter. In het laatste geval wordt Satan dus als een naam beschouwd.
Satan met een hoofdletter heeft betrekking op de mythologische figuur Satan. Een andere vorm is 'de satan'. Deze spelling staat voor het kwaad als abstract concept en refereert niet aan iets bepaalds. Satan wordt vaak ook op deze twee wijzen uitgelegd: als een symbool of metafoor (modern satanisme) of als soort van godheid (traditioneel satanisme). Het eerste is een vorm van rationeel-egoïsme, terwijl de tweede vorm een religieuze beweging is.
Satan en satan wordt in sommige stromingen in het christendom gezien als een werkelijk bestaand boosaardig en aan God vijandig wezen dat de eerste mensen op aarde heeft verleid tot zonde, wat de zondeval tot gevolg had. Deze christenen geloven dat met de dood en opstanding van Jezus de macht van de satan gebroken is, zelfs als dat niet altijd merkbaar is. Bij andere christelijke stromingen is satan geen werkelijk bestaand wezen, maar een metafoor die zonde en verleiding symboliseert.

## The Satanic Temple
The Satanic Temple is een in 2012 opgerichte organisatie die valt onder het nontheïstische satanisme. Ze staan bekend om hun activisme teneinde het behouden van een seculiere maatschappij. Satan is hierbij louter een symbool dat staat voor de eeuwige rebel tegen een arbitraire autoriteit en voor persoonlijke sovereigniteit. De 7 stellingen die de kern van de filosofie staan voor een rationeel, humanistisch wereldbeeld.